# Moira Kelly
Moira Kelly (rođena 6. ožujka 1968.) je američka glumica. Najpoznatija je po ulogama Kate Moseley u romantičnoj komediji The Cutting Edge, Oona O'Neill u hvaljenom filmu Chaplin, Mandy Hampton u televizijskoj seriji Zapadno krilo (1999. – 2000.) i Karen Roe u televizijskoj seriji One Tree Hill (2003. – 2009.). Također je posudila glas odrasle Nale u animiranom hitu Kralj lavova te u njegovom nastavku Kralj lavova 2: Simbin ponos.

## Rani život
Kelly je rođena u Queensu, New York kao kćer irskih imigranata. Njezin otac, Peter, bio je svirač violine, a njezina majka, Anne, medicinska sestra. Kelly je treće od ukupno šestero djece, a odgajana je kao rimski katolik. Srednju školu pohađala je na Long Islandu, a maturirala je 1986. godine. Kasnije je studirala na Marymount Manhattan College. 
U ranoj mladosti, Kelly je dobila malu ulogu u srednjoškolskoj produkciji 1984. godine. Zbog bolesti djevojčica koja je trebala glumiti lik Miss Hannigan je zamijenjena što je dovelo do velikih promjena glumačke ekipe, a što je na kraju dovelo Kelly do odabira onoga što želi raditi u životu. Kao pobožan katolik, Kelly je u jednom trenutku bila primorana odlučiti se: postati glumica ili časna sestra (potonje joj je bila želja od ranog djetinjstva).

## Karijera
Svoj profesionalni glumački debi Kelly je ostvarila u televizijskom filmu Love, Lies and Murder u kojem je igrala ubojitu tinejdžericu. Također je nastupala u malim ulogama u filmovima The Boy Who Cried Bitch i Billy Bathgate prije nego što je odglumila lik Donne Hayward u filmu Twin Peaks: Vatro hodaj sa mnom. Za tu je ulogu morala otići kući i tražiti dozvolu od svećenika, zbog toga što je sama uloga zahtijevala pojavljivanje u seksualno eksplicitnoj sceni. Iste godine nastupila je u romantičnoj komediji The Cutting Edge, a odigrala je čak dvije različite uloge u filmu Chaplin s Robertom Downeyjem, Jr. 
Od tada, Kelly je nastupila u filmovima With Honors, Mala Odessa, The Tie That Binds i Dangerous Beauty, a također je posudila svoj glas liku Nala u Disneyjevim animiranim hitovima Kralj lavova i Kralj lavova 2: Simbin ponos. 
Kelly je nastupila u CBS-ovoj drami To Have & to Hold uz Jason Beghe, prije nego što je prihvatila ulogu Mandy Hampton u prvoj sezoni serije Zapadno krilo. 2003. godine Kelly je počela glumiti samohranu majku Karen Rose u tinejdžerskoj seriji One Tree Hill. Također je režirala dvije epizode te serije: Resolve (2007.) i I Slept with Someone in Fall Out Boy and All I Got Was This Stupid Song Written About Me (2006.). U petoj sezoni je prestala biti dio redovite glumačke postave, iako se pojavila kao glumica-gost u stotoj epizodi serije, kao i u posljednjoj epizodi šeste sezone. 
2007. godine Kelly je nastupila u tinejdžerskoj drami nezavisne produkcije Remember the Daze. 2009. godine pridružila se glumačkoj ekipi serije Heroji.

## Osobni život
2000. godine Moira Kelly se udala za biznismena iz Teksasa Stevea Hewitta. Imaju dvoje djece: Ellu i Eamona.